# Саймон Кокс
Саймон Кокс (англ. Simon Cox; 28 квітня 1987, Редінг) — ірландський футболіст, нападник клубу «Вест-Бромвіч Альбіон».
Також відомий виступами за клуби «Брентфорд» та «Свіндон Таун», а також національну збірну Ірландії.

## Клубна кар'єра
Вихованець футбольної школи клубу «Портсмут».
У дорослому футболі дебютував 2005 року виступами за команду клубу «Редінг», в якій провів один сезон, взявши участь лише у 2 матчах чемпіонату.
Втім зацікавив представників тренерського штабу клубу «Брентфорд», до складу якого приєднався 2006 року. Відіграв за клуб з Лондона наступний сезон своєї ігрової кар'єри.
У 2007 захищав кольори команди клубу «Нортгемптон Таун». Того ж року уклав контракт з клубом «Свіндон Таун», у складі якого провів наступні два роки своєї кар'єри гравця. Більшість часу, проведеного у складі «Свіндон Таун», був основним гравцем атакувальної ланки команди. У складі «Свіндон Таун» був одним з головних бомбардирів команди, маючи середню результативність на рівні 0,54 голу за гру першості.
До складу клубу «Вест-Бромвіч Альбіон» приєднався 2009 року. Наразі встиг відіграти за клуб з Вест-Бромвіча 50 матчів в національному чемпіонаті, забивши 10 голів.

## Виступи за збірну
2011 року дебютував в офіційних матчах у складі національної збірної Ірландії. Наразі провів у формі головної команди країни 10 матчів, забивши 2 голи.